# Tipula (Eumicrotipula) atrovelutina
Tipula (Eumicrotipula) atrovelutina is een tweevleugelige uit de familie langpootmuggen (Tipulidae). De soort komt voor in het Neotropisch gebied.